# Kopanina (Kromnów)
Kopanina (niem. Jungseifershau) – część wsi Kromnów w Polsce, położona w województwie dolnośląskim, w powiecie karkonoskim, w gminie Stara Kamienica.
W latach 1975–1998 Kopanina administracyjnie należała do województwa jeleniogórskiego.